# STEAM教育
STEAM教育（スティームきょういく）とは、 Science（科学）、 Technology（技術）、 Engineering（工学）、Mathematics（数学）を統合的に学習する「STEM教育（ステムきょういく）」に、 さらにArts（リベラル・アーツ）を統合する教育手法である。
STEAM教育という用語を最初（2006年から2008年）に用いたのはヤークマン（G. Yakman）であり、STEMとリベラルアーツとの統合の枠組みをピラミッドで表したものが知られている。Artsとして人文社会科学、芸術を加えたSTEAM教育は、2007年にはNPO 法人オハイオ芸術教育同盟 （Ohio Alliance for Arts Education） のプラッツ（J. Platz）が“STEM into STEAM”という表現でArts を加えたSTEAM を強調している。 また，RISD（Rhode Island School of Design）の学長であったマエダ （J. Maeda）が2008年から2015年まで“STEM to STEAM”の教育プログラムを主導したとされる。 2010年にSTEAM の順番を 入れ替えたTEAMSという表現も提案されている。
STEAM教育では、生徒児童の数学的、科学的な基礎を育成しながら、彼らが批判的に考え（批判的思考）、技術や工学を応用して、想像的・創造的なアプローチで、現実社会に存在する問題に取り組むように指導する。またSTEAM教育の具体的な手法としては、デザインの原則を活用したり、創造的な問題解決を奨励することなどが挙げられる。高等学校化学教師の経験を持つ脳科学のスーザ（D. A. Sousa）と芸術教師であるピレッキ（T. J. Pilecki）は、共著の中でSTEMは収束思考に陥りがちだが、それにArts（芸術などのリベラルアーツ）を加えると拡散思考が加わり創造的な発想が生まれることを強調している。